# Барон Реткевен
Барон Реткевен из Брайда в графстве Антрим — наследственный титул в системе Пэрства Соединённого королевства.

## История
Титул барона Реткевена был создан 11 февраля 1953 года для унионистского политика, сэра Хью О’Нила, 1-го баронета (1883—1982). 17 июня 1929 года для него уже был создан титул баронета из Клеггана в графстве Антрим. Хью О’Нил был третьим сыном Эдварда О’Нила, 2-го барона О’Нила (1839—1928) и дядей премьер-министра Северной Ирландии Теренса О’Нила, барона О’Нила из Мэна (1914—1990). Лорд Реткевен был также мужским потомком Эдварда Чичестера, 1-го виконта Чичестера (1568—1648), родоначальника графов и маркизов Донегол. Хью О’Нил заседал в Палате общин Великобритании от Среднего Антрима (1915—1922), Антрима (1945—1950) и Северного Антрима (1950—1952), а также занимал посты спикера Палаты общин Северной Ирландии (1921—1929), заместителя министра по делам Индии и Бирмы (1939—1940) и лорда-лейтенанта Антрима (1949—1959). Ему наследовал его старший сын, Фелим Роберт Хью О’Нил, 2-й барон Реткевен (1909—1994). Он был депутатом Палаты общин Великобритании от Северного Антрима (1952—1959) и депутатом Палаты общин Ирландии от Северного Антрима (1958—1972), занимал должности министра образования Северной Ирландии (1969) и министра сельского хозяйства Северной Ирландии (1969—1971). По состоянию на 2024 год носителем титула являлся его сын, Хью Детмар Торренс О’Нил, 3-й барон Реткевен (род. 1939), который сменил своего отца в 1994 году.
Достопочтенный сэр Кон О’Нил (1912—1988), второй сын 1-го барона, был дипломатом. Его дочь Онора Сильвия О’Нил, баронесса О’Нил из Бенгарви (род. 1941), философ, независимый член Палаты лордов с 1999 года.
Семейная резиденция — Клегган Лодж в окрестностях Баллимины в графстве Антрим.

## Бароны Реткевен (1953)
- 1953—1982: Роберт Уильям Хью О’Нил, 1-й барон Реткевен (8 июня 1883 — 28 ноября 1982), третий сын Эдварда О’Нила, 2-го барона О’Нила из Шейнс Касла (1839—1928)[1];
- 1982—1994: Фелим Роберт Хью О’Нил, 2-й барон Реткевен (2 ноября 1909 — 20 декабря 1994), старший сын предыдущего[2];
- 1994 — настоящее время: Хью Детмар Торренс О’Нил, 3-й барон Реткевен (род. 14 июня 1939), единственный сын предыдущего[3];
  - Наследник титула: достопочтенный Франсуа Хью Ниал О’Нил (род. 26 июня 1984), единственный сын предыдущего[4].